# Giro d'Italia 2016
Giro d'Italia 2016 byl 99. ročník tohoto závodu. Závod odstartoval 6. května v nizozemském Apeldoornu individuální časovkou. V Nizozemsku proběhla také druhá a třetí etapa. Poté se závodníci přesunuli do Itálie. 29. května závod skončil dojezdem etapy v Turíně. Celkovým vítězem se stal Ital Vincenzo Nibali.

## Trať
Celkem bylo naplánováno 21 etap s celkovou délkou 3 467,1 kilometrů.
| Etapa | Datum      | Trasa                                 | Délka     | Typ       | Typ                  | Vítěz               |           |
| ----- | ---------- | ------------------------------------- | --------- | --------- | -------------------- | ------------------- | --------- |
| 1     | 6. května  | Apeldoorn                             | 9,8 km    |           | Individuální časovka | Tom Dumoulin        |           |
| 2     | 7. května  | Arnhem – Nijmegen                     | 190 km    |           | Rovinatá etapa       | Marcel Kittel       |           |
| 3     | 8. května  | Nijmegen – Arnhem                     | 190 km    |           | Rovinatá etapa       | Marcel Kittel       |           |
|       | 9. května  | Volný den                             | Volný den | Volný den | Volný den            | Volný den           | Volný den |
| 4     | 10. května | Catanzaro – Praia a Mare              | 200 km    |           | Kopcovitá etapa      | Diego Ulissi        |           |
| 5     | 11. května | Praia a Mare – Benevento              | 233 km    |           | Kopcovitá etapa      | André Greipel       |           |
| 6     | 12. května | Ponte – Roccaraso                     | 157 km    |           | Kopcovitá etapa      | Tim Wellens         |           |
| 7     | 13. května | Sulmona – Foligno                     | 211 km    |           | Rovinatá etapa       | André Greipel       |           |
| 8     | 14. května | Foligno – Arezzo                      | 186 km    |           | Kopcovitá etapa      | Gianluca Brambilla  |           |
| 9     | 15. května | Radda in Chianti – Greve in Chianti   | 40,5 km   |           | Individuální časovka | Primož Roglič       |           |
|       | 16. května | Volný den                             | Volný den | Volný den | Volný den            | Volný den           | Volný den |
| 10    | 17. května | Campi Bisenzio – Sestola              | 219 km    |           | Kopcovitá etapa      | Giulio Ciccone      |           |
| 11    | 18. května | Modena – Asolo                        | 227 km    |           | Kopcovitá etapa      | Diego Ulissi        |           |
| 12    | 19. května | Noale – Bibione                       | 182 km    |           | Rovinatá etapa       | André Greipel       |           |
| 13    | 20. května | Palmanova – Cividale del Friuli       | 170 km    |           | Kopcovitá etapa      | Mikel Nieve         |           |
| 14    | 21. května | Alpago (Farra) – Corvara (Alta Badia) | 210 km    |           | Horská etapa         | Esteban Chaves      |           |
| 15    | 22. května | Castelrotto – Alpe di Siusi           | 10,8 km   |           | Individuální časovka | Alexander Foliforov |           |
|       | 23. května | Volný den                             | Volný den | Volný den | Volný den            | Volný den           | Volný den |
| 16    | 24. května | Brixen – Andalo                       | 132 km    |           | Horská etapa         | Alejandro Valverde  |           |
| 17    | 25. května | Molveno – Cassano d'Adda              | 196 km    |           | Rovinatá etapa       | Roger Kluge         |           |
| 18    | 26. května | Muggiò – Pinerolo                     | 244 km    |           | Kopcovitá etapa      | Matteo Trentin      |           |
| 19    | 27. května | Pinerolo – Risoul                     | 162 km    |           | Horská etapa         | Vincenzo Nibali     |           |
| 20    | 28. května | Guillestre – Sant'Anna di Vinadio     | 134 km    |           | Horská etapa         | Rein Taaramäe       |           |
| 21    | 29. května | Cuneo – Turín                         | 163 km    |           | Rovinatá etapa       | Nikias Arndt        |           |